# Galeria Kombëtare e Arteve
Galeria Kombëtare e Arteve, Nationalgalleriet för konst, belägen vid boulevarden i Albaniens huvudstad Tirana. Galeria Kombëtare e Arteve är landets viktigaste konstgalleri. Kallades tidigare för Galeria e Arteve Figurative në Tiranë, öppnades 1954. Nationalgalleriet innehar 4132 målningar av över fem hundra konstnärer och har troligen även den bästa samlingen av albansk konst i världen.